# Bataille d'India Muerta

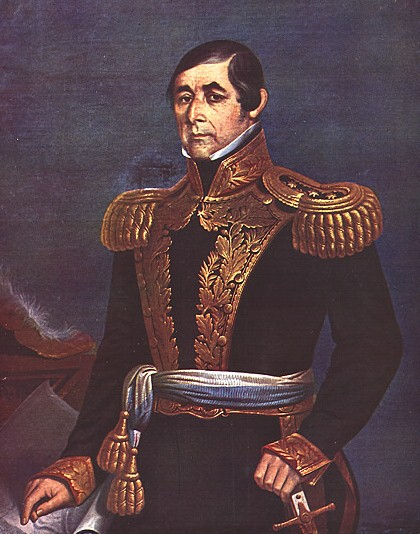
Portrait de Fructuoso Rivera par Baldassare Verazzi

La bataille d'India Muerta est une bataille livrée le 19 novembre 1816, pendant la guerre d'indépendance de l'Uruguay, lors de la deuxième invasion portugaise du pays (1816 - 1820). Le champ de bataille où fut livré le combat se situe dans l'actuel département de Rocha.
La victoire fut remportée par les troupes portugaises, commandées par le brigadier Serpa Pintos de Araujo Correa, sur les troupes orientales (uruguayennes) du général Fructuoso Rivera.